# Fredrikshamns ortodoxa kyrka
Fredrikshamns ortodoxa kyrka, (finska: Haminan ortodoksinen kirkko) eller De heliga apostlarna Petrus och Paulus kyrka, (Pyhien apostolien Pietarin ja Paavalin kirkko) är en finsk-ortodox kyrkobyggnad belägen i den centrala delen av staden Fredrikshamn, i landskapet Kymmenedalen, i södra Finland.
Kyrkan är helgad åt apostlarna Petrus och Paulus och är församlingskyrkan för Fredrikshamns ortodoxa församling.

## Historik
Fredrikshamns ortodoxa kyrka byggdes 1887.
På kyrkans plats låg tidigare en luthersk kyrka, Elisabetkyrkan, som förstördes i Fredrikshamns brand 1821.

## Kyrkan

### Data och design
Kyrkobyggnaden har nyklassicistisk och bysantinska inslag.

### Klocktorn
Kyrkans nybysantiska klocktorn byggdes 1862.

## Bilder

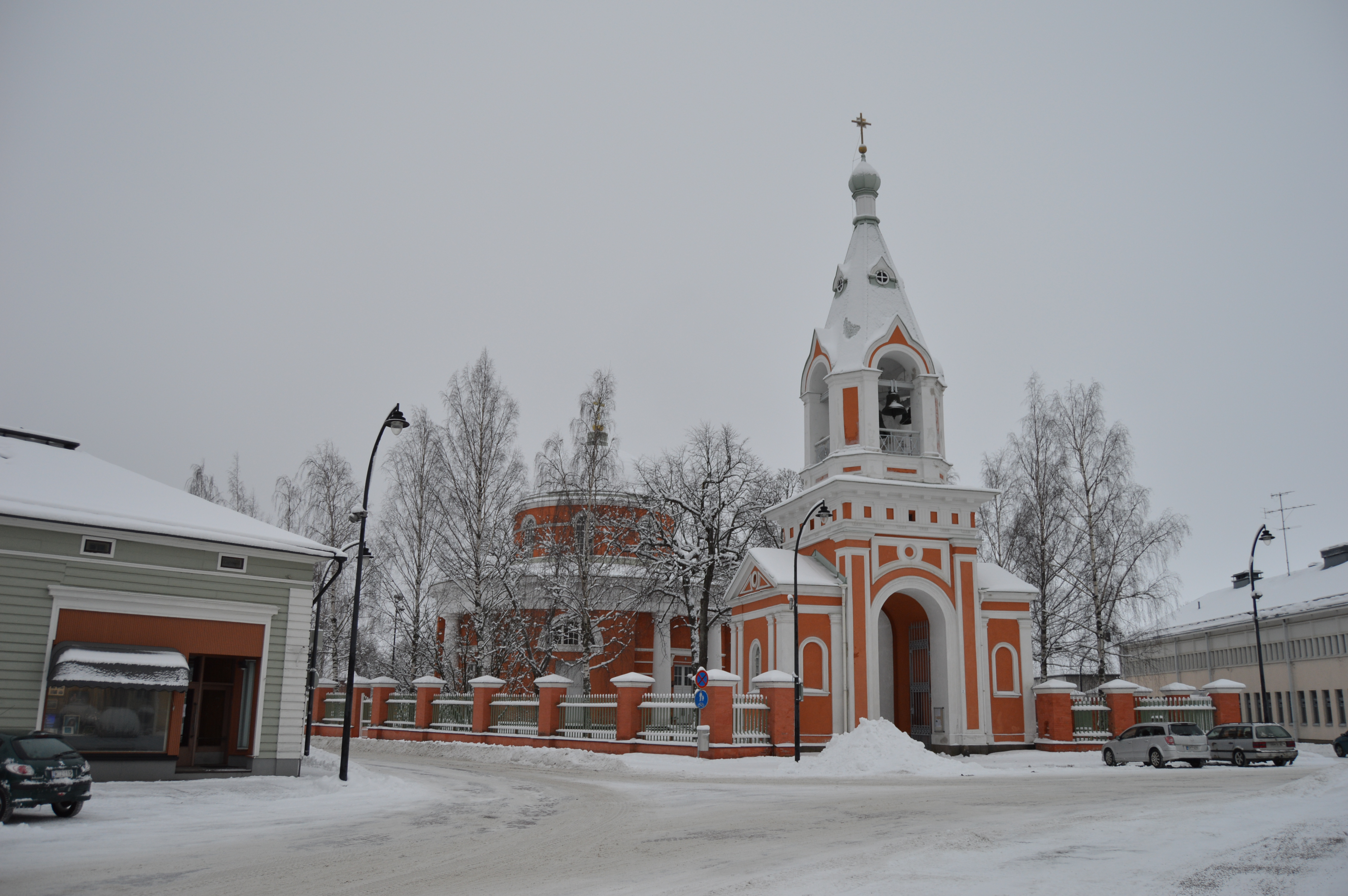
Kyrkan med klockstapeln.
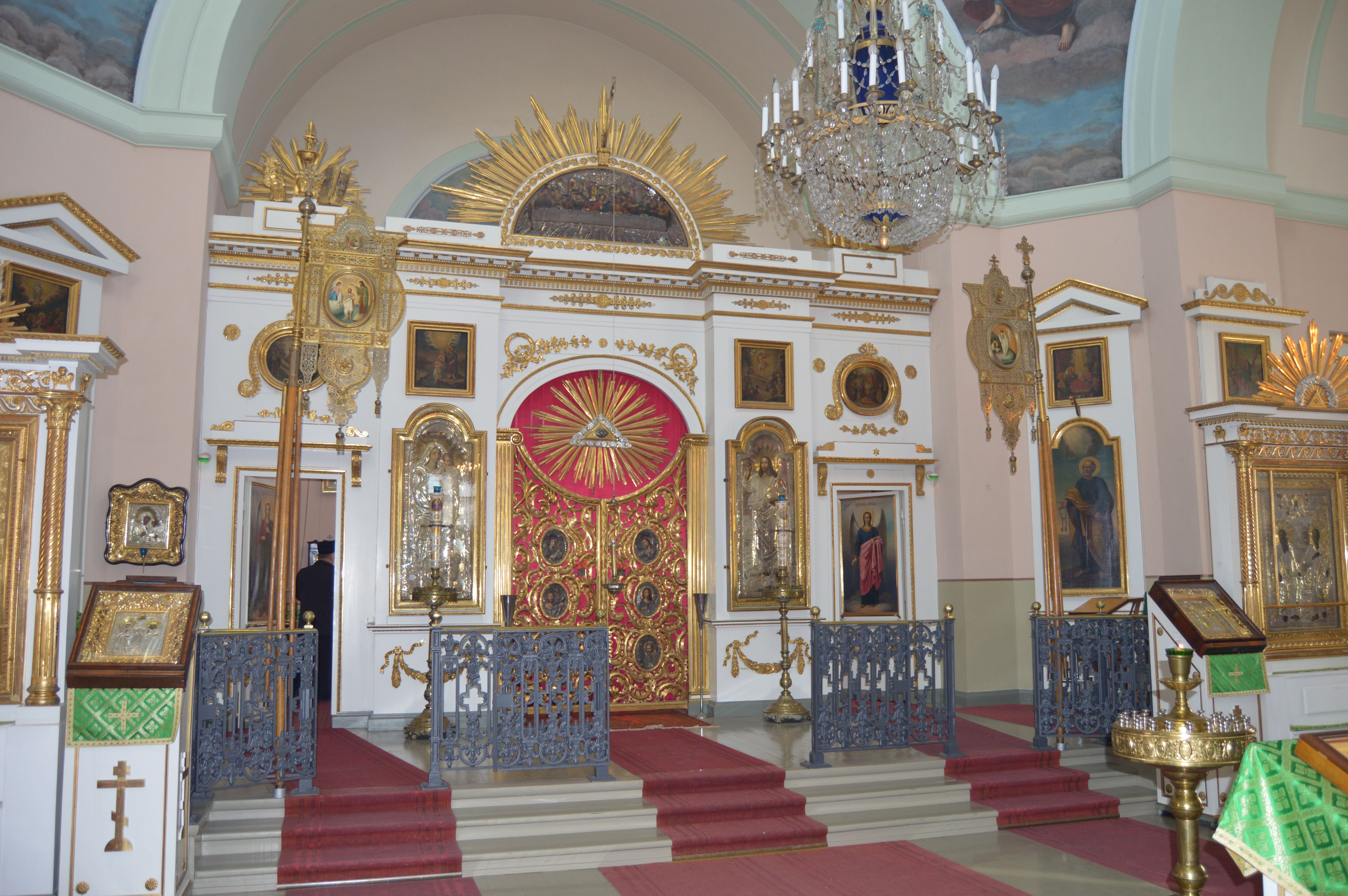
Kyrkans interiör mot ikonostas.
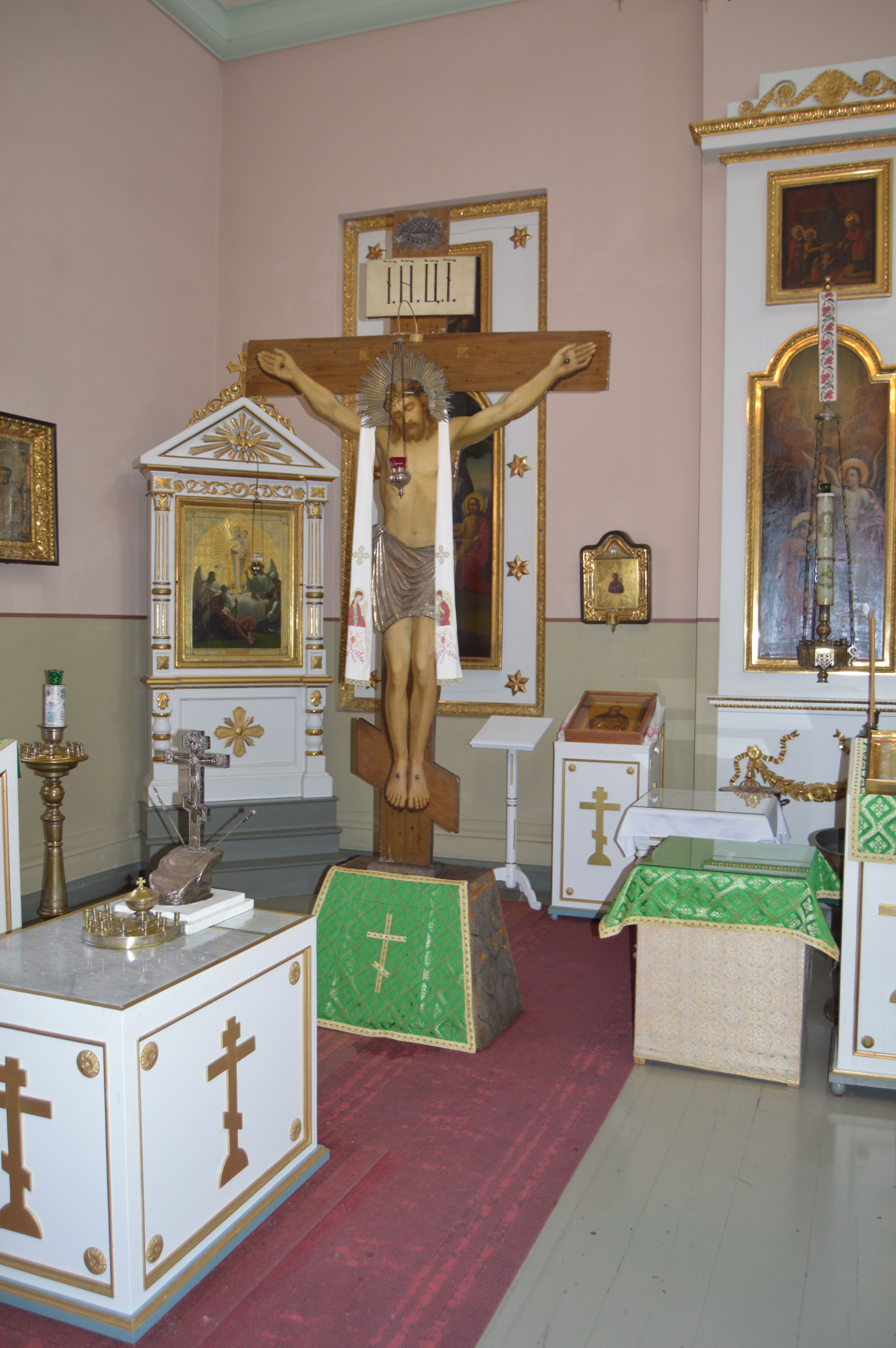
Krucifix
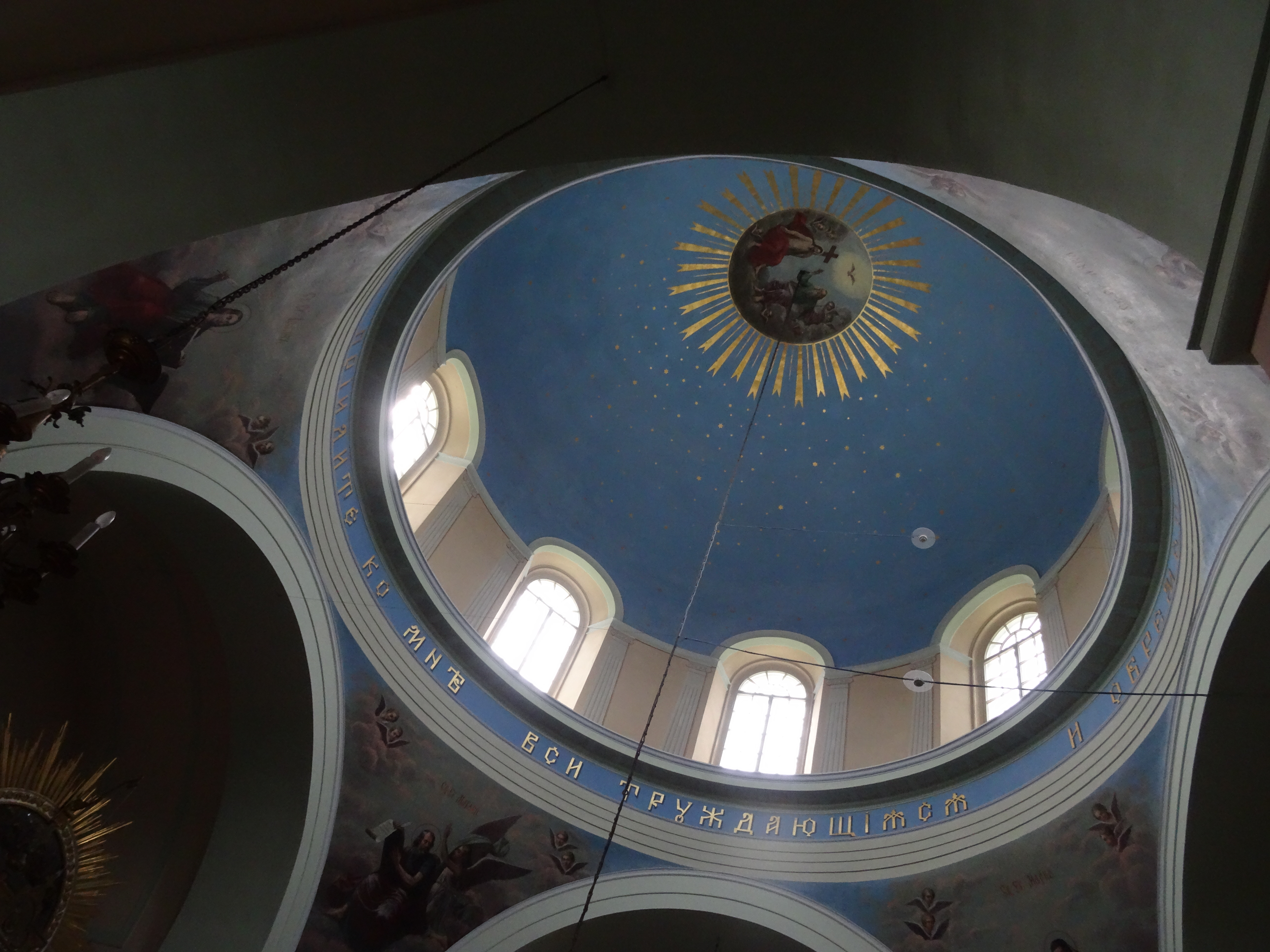
Kupolen inifrån.

### Allmänna källor
- Kirkot | Visit Kotka-Hamina (visitkotkahamina.fi)
- Historialliset kohteet - Haminan kaupunki
- Pietarin-Paavalin kirkon muistokappeli (haminanmuseokatu.fi)
- Sivua ei löytynyt - Suomen ortodoksinen kirkko